# キーンアイス
キーンアイス（Keen Ice、2012年3月25日 - ）は、アメリカ合衆国のサラブレッドの競走馬、種牡馬。2015年のアメリカクラシック三冠馬であるアメリカンファラオを、同年のトラヴァーズステークスで土をつけたことで知られる。トラヴァーズステークス以後は善戦に留まっていたが、2017年のサバーバンハンデキャップで22か月ぶりに勝利を手にした。
また種牡馬として、2022年のケンタッキーダービー優勝馬であるリッチストライクを出した。リッチストライクは、単勝81倍の大穴を開けて同競走を制し、同競走史上2番目の大穴となった。 

## 出自
キーンアイスはケンタッキー州のグレンクレスト牧場で生産されたサラブレッドの牡馬で、鹿毛の馬体に左後肢の白徴が特徴的であった。父は2008年・2009年の米年度代表馬カーリン、母メドマックは1戦0勝で終わった未勝利馬であった。
キーンアイスは、はじめ2012年のキーンランドノベンバーセールにおいてチェサピークブラッドストック社に48,000ドルで落札され、翌年に再びキーンランドのセプテンバーセールに上場されると、アイオワを拠点とする競馬シンジケート・ドニゴールレーシングの代表ジェリー・クロフォードによって120,000ドルで落札された。
キーンアイスという名前は、彼の父であるカーリンに因み、カーリング用語の「キーン・アイス（ストーンが滑りやすい氷）」から名付けられた。

## 経歴
- 特記がない限り、競走はすべてダートコース。

### 2014年（2歳時）
当初キーンアイスはデール・ローマンズ調教師のもとで訓練を積み、2014年8月23日のエリスパーク競馬場でデビュー、5.5ハロンの未勝利戦で4着に終わった。その後、9月6日のチャーチルダウンズ競馬場で行われた未勝利戦（8ハロン）で初勝利を収めた。
キーンアイスは2歳時に4戦をこなし、ブリーダーズフューチュリティステークス（G1・キーンランド・8.5ハロン）で5着、レムゼンステークス（G2・アケダクト・9ハロン）で3着に入った。 

### 2015年（3歳時）

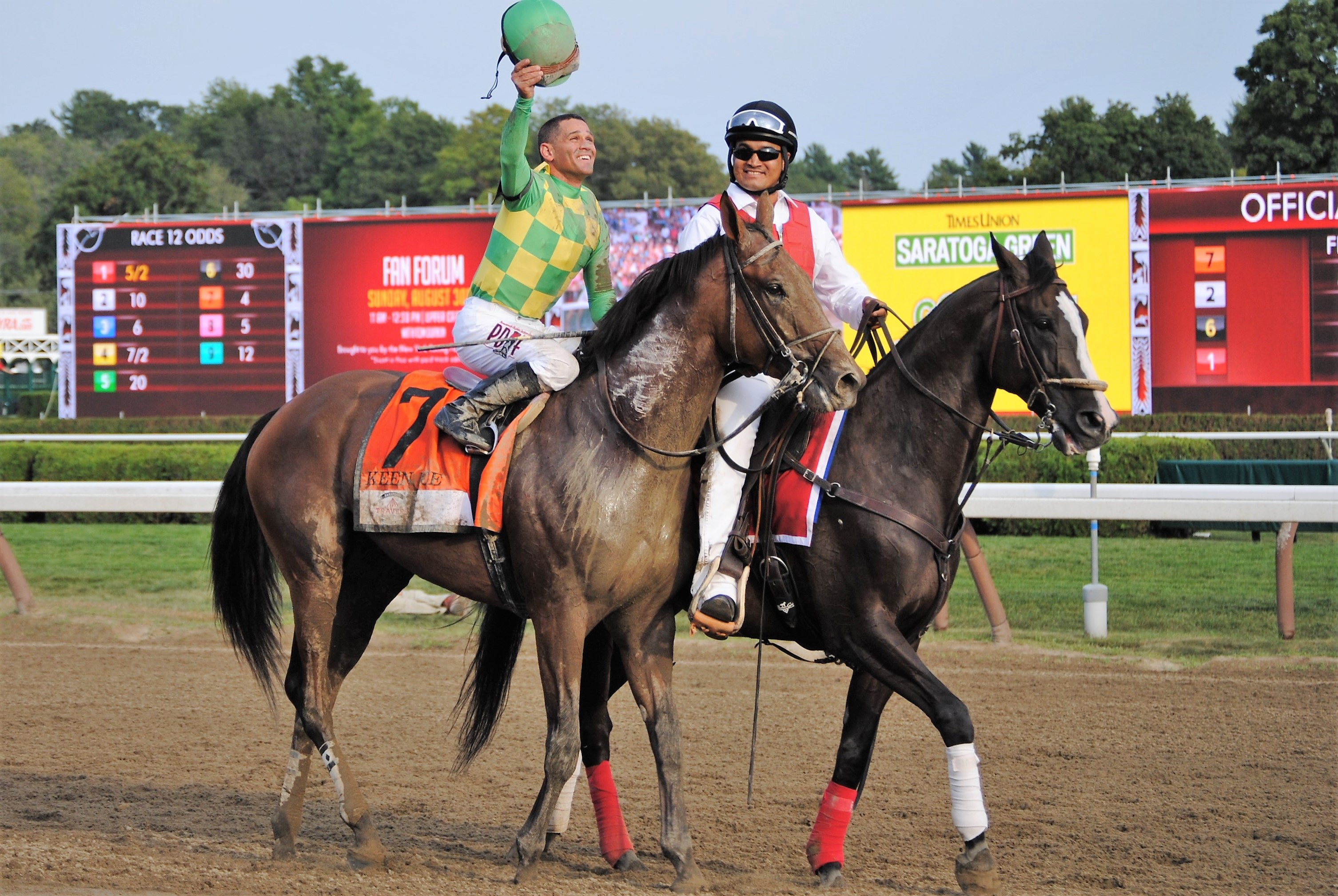
トラヴァーズステークスで勝利した後のキーンアイスとカステリャーノ

キーンアイスの3歳シーズンは1月24日のガルフストリームパーク競馬場でのホーリーブルステークス（G2・8.5ハロン）から始動して5着、その後リズンスターステークス（G2・フェアグラウンズ・8.5ハロン）で3着、ルイジアナダービー（G2・フェアグラウンズ・9ハロン）で4着に入った。
前年のレムゼンステークスとリズンスターステークスでの入着により、キーンアイスには「ロード・トゥ・ケンタッキーダービー」のポイントが22ポイント加算されていたが、この時点ではケンタッキーダービー（G1・チャーチルダウンズ・10ハロン）への登録優先順が低く出走できない見込みであった。しかし、優先順位20位のメイドフロムラッキーという馬が出走を取り消したため、キーンアイスは滑り込みでダービー出走にこぎつけた。
ケンタッキーダービーでのキーンアイスは早い段階で内ラチ沿いに閉じ込められてしまい、最終コーナーから大きく外を回って他馬を追い抜いて行ったが、結果7着に終わった。ダービーの後、キーンアイスは2冠目のプリークネスステークスを回避し、ベルモントステークス（G1・ベルモントパーク・12ハロン）に狙いを絞って出走した。中団に付けて進んだキーンアイスは、最後の直線で大きく外に広がって追い上げたが、優勝したアメリカンファラオから7馬身半差離された3着に終わった。
三冠路線後はハスケルインビテーショナル（G1・モンマスパーク・9ハロン）に出走し、再びアメリカンファラオと対決、2馬身1/4差2着に入った。
徐々に良くなっていく成績から、8月29日に迎えたトラヴァーズステークス（G1・サラトガ・10ハロン）においてはまたもアメリカンファラオらとの対戦となり、キーンアイスは単勝オッズ17倍と低く見られていたが、調教師のローマンズは自信を持っていたという。騎手をケント・デザーモからハビエル・カステリャーノに替えたローマンズは、競走前にマスコミに「サラトガ競馬場の観客数を5万人に制限してくれたニューヨーク競馬協会に感謝している。キーンアイスがアメリカンファラオを破ってしまった時にブーイングが来るだろうからな」と豪語していた。レースが始まると先頭に立ったのはアメリカンファラオで、その後ろをベルモントステークス2着馬のフロステッドが2番手につけ、一方のキーンアイスは中団6番手につけていた。フロステッドが一瞬先頭をアメリカンファラオから奪う展開が見られると、キーンアイスも前方に進出、最後の標識で2頭を追い抜き、2着アメリカンファラオに3/4馬身差をつけて優勝を果たした。ローマンズは競走後の観衆の反応に「観衆はアメリカンファラオと私たちにも歓声を贈ってくれた。それはこの競走と私たちが成したことについての好感でした。人々はとても知識が豊富で、馬たちをとても尊敬しています」と語った。
その後、キーンアイスはブリーダーズカップ・クラシック（G1・キーンランド・10ハロン）でアメリカンファラオに12馬身半遅れる4着になり、11月27日のクラークハンデキャップ（G1・チャーチルダウンズ・9ハロン）でも4着となって同年を終えた。

### 2016年（4歳時）
キーンアイスの4歳シーズン初戦はドンハンデキャップ（G1・ガルフストリームパーク・9ハロン）で、6着であった。その後ドバイの国際競走に参戦し、3月6日にメイダン競馬場で行われたアルマクトゥームチャレンジラウンド3（G1・2000メートル）に出走したが7着、本番となるドバイワールドカップ（G1・メイダン・2000メートル）では8着であった。
ドバイ遠征後、キーンアイスはローマンズ厩舎からトッド・プレッチャーの厩舎に移され、6か月の間休養に充てられた。キーンアイスは10月7日にベルモントパークでのオプショナルクレーミング競走で復帰したが3着であった。その後、同年のブリーダーズカップ・クラシック（G1・サンタアニタパーク）でも3着、ガルフストリームパークのハーランズホリデーステークス（G3・8.5ハロン）において2着でシーズンを終えた。

### 2017年（5歳時）
キーンアイスは、2017年1月28日にガルフストリームパークで開催されたペガサスワールドカップ（G1・9ハロン）でこの年のスタートを切り、4着に入着した。この週、馬主のジェリー・クロフォードは、キーンアイスの繁殖権がカルメットファームに売却されたと発表、カルメットファームとの合意により、キーンアイスは2017年末までレースを続けることとなった。
3月、キーンアイスは再びメイダン競馬場に送られ、ドバイワールドカップに再挑戦したが、7着に終わった。プレチャーはアメリカに戻ると、カルメットファームでキーンアイスにしばらくの休暇を与え、その後7月8日のベルモントパークで行われるサバーバンステークス（G2・10ハロン）に登録した。5頭立てとなったこの競走において、キーンアイスは序盤はその最後尾に付けて進み、それからコーナーに入るたびに徐々に進出していった。この競走で1番人気であったシャーマンゴーストは2番手を追走していたが、キーンアイスが外側から徐々に追い上げているのを確認すると、直線入り口で先頭に立った。キーンアイスもそこで一気に加速し、シャーマンゴーストを3馬身引き離して勝利した。 鞍上を務めた騎手ホセ・オルティスは「シャーマンゴーストは本当に良い馬だと知っているが、レースがどう展開したか、キーンアイスは私を彼に近づけていた。私はもう少し遠く（後ろ）になるだろうと思った。私たちが3/8のポールに到達したとき、私は（シャーマンゴーストの）すぐ隣、非常に良い位置にいました。キーンアイスは私に彼が持っていたすべてのものをくれました。今日の彼は走りに満ちていた」と語った。
その後、キーンアイスは8月5日のサラトガ競馬場で行われたホイットニーステークス（G1・9ハロン）でガンランナーに次ぐ2着に入った。10月7日にはジョッキークラブゴールドカップ（G1・ベルモントパーク・10ハロン）でも2着に食い込むなど良化傾向を見せていたが、ブリーダーズカップ・クラシック3回目の出場を目指してトレーニングを行っていた最中に飛節を故障、これにより引退した。

## 種牡馬入り後
キーンアイスは2018年よりカルメットファームで種牡馬となり、初年度の種付け料は2万ドルに設定されていた。代表産駒に2022年のケンタッキーダービー優勝馬のリッチストライクがいる。

## 血統表
| キーンアイスの血統   | キーンアイスの血統                                               | キーンアイスの血統                                               | （血統表の出典）                                                 | （血統表の出典） |
| 父系                 | ミスタープロスペクター系                                         | ミスタープロスペクター系                                         | ミスタープロスペクター系                                         | [ § 2 ]          |
| 父 Curlin 栗毛 2004  | 父の父Smart Strike 鹿毛 1992                                     | Mr. Prospector                                                   | Raise a Native                                                   | Raise a Native   |
| 父 Curlin 栗毛 2004  | 父の父Smart Strike 鹿毛 1992                                     | Mr. Prospector                                                   | Gold Digger                                                      |                  |
| 父 Curlin 栗毛 2004  | 父の父Smart Strike 鹿毛 1992                                     | Classy 'n Smart                                                  | Smarten                                                          | Smarten          |
| 父 Curlin 栗毛 2004  | 父の父Smart Strike 鹿毛 1992                                     | Classy 'n Smart                                                  | No Class                                                         |                  |
| 父 Curlin 栗毛 2004  | 父の母Sherriff's Deputy 鹿毛 1994                                | Deputy Minister                                                  | Vice Regent                                                      | Vice Regent      |
| 父 Curlin 栗毛 2004  | 父の母Sherriff's Deputy 鹿毛 1994                                | Deputy Minister                                                  | Mint Copy                                                        |                  |
| 父 Curlin 栗毛 2004  | 父の母Sherriff's Deputy 鹿毛 1994                                | Barbarika                                                        | Bates Motel                                                      | Bates Motel      |
| 父 Curlin 栗毛 2004  | 父の母Sherriff's Deputy 鹿毛 1994                                | Barbarika                                                        | War Exchange                                                     |                  |
| 母 Medomak 鹿毛 2007 | 母の父Awesome Again 鹿毛 1994                                    | Deputy Minister                                                  | Vice Regent                                                      | Vice Regent      |
| 母 Medomak 鹿毛 2007 | 母の父Awesome Again 鹿毛 1994                                    | Deputy Minister                                                  | Mint Copy                                                        |                  |
| 母 Medomak 鹿毛 2007 | 母の父Awesome Again 鹿毛 1994                                    | Primal Force                                                     | Blushing Groom                                                   | Blushing Groom   |
| 母 Medomak 鹿毛 2007 | 母の父Awesome Again 鹿毛 1994                                    | Primal Force                                                     | Prime Prospect                                                   |                  |
| 母 Medomak 鹿毛 2007 | 母の母Wiscasset 鹿毛 2000                                        | Kris S.                                                          | Roberto                                                          | Roberto          |
| 母 Medomak 鹿毛 2007 | 母の母Wiscasset 鹿毛 2000                                        | Kris S.                                                          | Sharp Queen                                                      |                  |
| 母 Medomak 鹿毛 2007 | 母の母Wiscasset 鹿毛 2000                                        | Tara Roma                                                        | Lyphard                                                          | Lyphard          |
| 母 Medomak 鹿毛 2007 | 母の母Wiscasset 鹿毛 2000                                        | Tara Roma                                                        | Chic Shirine                                                     |                  |
| 母系(F-No.)          | (FN:13-d)                                                        | (FN:13-d)                                                        | (FN:13-d)                                                        | [ § 3 ]          |
| 5代内の近親交配      | Mr. Prospector 3x5x5, Deputy Minister 3x3, Northern Dancer 5x5x5 | Mr. Prospector 3x5x5, Deputy Minister 3x3, Northern Dancer 5x5x5 | Mr. Prospector 3x5x5, Deputy Minister 3x3, Northern Dancer 5x5x5 | [ § 4 ]          |
| 出典                 | 1. 2. 3. 4.                                                      | 1. 2. 3. 4.                                                      | 1. 2. 3. 4.                                                      | 1. 2. 3. 4.      |